# Fiodor Tolboukhine
Fiodor Ivanovitch Tolboukhine (en russe : Фёдор Ива́нович Толбу́хин), né le 4 juin 1894 (16 juin dans le calendrier grégorien) à Androniki (ru) (gouvernement de Iaroslavl) et décédé le 17 octobre 1949 à Moscou, est un militaire russe puis soviétique.

## Biographie
Engagé dès 1914 dans l'armée impériale, il gravit rapidement les échelons. Il participe à l'offensive Broussilov en 1916. En 1918, il rejoint l'Armée rouge.
En 1937, il est diplômé de l'Académie militaire Frounze. Il est nommé général en 1940. 
Lors de la Seconde Guerre mondiale, Tolboukhine  participe à la bataille de Stalingrad. De 22 mars 1943 à 20 octobre 1943, il dirige la deuxième formation du Front du sud. Il coordonne et dirige l'offensive de Crimée, l'offensive de Jassy–Kichinev (Chișinău), les combats sur le Front roumain, l'offensive de Belgrade, la bataille de Budapest, la réponse soviétique à l'opération Frühlingserwachen et l'offensive Vienne menées à la tête du 3e Front ukrainien en 1944-1945. Il est fait maréchal de l'Union soviétique en septembre 1944.
Après la guerre, il devient le commandant du groupe des forces du Sud basé sur les territoires de Roumanie et Bulgarie, jusqu'à sa dissolution en février 1947 ; le mois précédent, en janvier 1947, il avait pris le commandement du district militaire transcaucasien. Il est également élu député du 2e Soviet suprême de l'Union soviétique (1946-1949). 
Mort du diabète en octobre 1949, le maréchal Tolboukhine est inhumé dans la nécropole du mur du Kremlin.